# Gumlog
 (avril 2025).
Gumlog est une census-designated place située dans le comté de Franklin, dans l’État de Géorgie, aux États-Unis. Lors du recensement de 2020, elle comptait 2 358 habitants.